# بیاض‌آلتی
بیاض‌آلتی (به لاتین: Bəyazatlı) یک منطقه مسکونی در جمهوری آذربایجان است که در شهرستان آغستفا واقع شده‌است.